# Model 7S McKinseya

Schemat modelu 7S

Model 7S McKinsey'a – model zarządzania opracowany przez grupę pracowników spółki doradczej McKinsey & Company. Pokazuje obszary, dzięki którym organizacja osiąga sukces. 

## Opis
Autorami modelu są Tom Peters, Robert Waterman i Julien Philips. Inne źródła jako autorów wskazują także Anthony'ego Athosa i Richarda Pascale.
W modelu ujęto siedem elementów (obszarów), których nazwy w języku angielskim zaczynają się od litery „s”:
- Elementy „twarde”:

1. Strategia (strategy) − działania zamierzane oraz podejmowane w reakcji na zmiany zewnętrzne, cele ekonomiczne i społeczne organizacji, długoterminowa wizja działania organizacji: cele, sposoby działania i reguły zachowania się.
2. Struktura (structure) − formalna zależność pomiędzy częściami, z których składa się organizacja.
3. Procedury (systems) − sposoby postępowania wspierające strategię i wdrażające strukturę. Systemy finansowe, zasady zatrudnienia, oceny i awansu, systemy komunikowania.

- Elementy „miękkie”:

1. Styl (style) − sposób postępowania członków organizacji we wzajemnych kontaktach, styl zarządzania.
2. Pracownicy (staff) − podnoszenie świadomości kadry zarządzającej, zasady wprowadzania nowych pracowników, wsparcie kariery zawodowej pracowników.
3. Umiejętności (skills) − umiejętności całej organizacji i poszczególnych jej pracowników w zakresie realizacji zadań na zewnątrz i wewnątrz firmy oraz działania wspierające rozwój tych umiejętności.
4. Wspólne wartości (shared values) − podstawowe idee, wokół których rozwijana jest koncepcja biznesowa.

Model był krytykowany za zbyt duże upraszczanie rzeczywistości. Nie ma znaczenia praktycznego w zarządzaniu przedsiębiorstwem. 